# Danh sách giải thưởng và đề cử của Chương Tử Di
Chương Tử Di (sinh ngày 9 tháng 2 năm 1979) là một nữ diễn viên người Trung Quốc, một trong Tứ đại Hoa đán bên cạnh Châu Tấn, Triệu Vy và Từ Tịnh Lôi. Vai chính đầu tiên của Chương Tử Di là trong phim Đường về nhà (1999). Với vai diễn Ngọc Kiều Long trong Ngọa hổ tàng long (2000) đã đưa Chương Tử Di lên đỉnh cao sự nghiệp. Bộ phim giúp cô thắng Giải Tinh thần độc lập cho Nữ diễn viên phụ xuất sắc nhất, được đề cử BAFTA cho Nữ diễn viên phụ xuất sắc nhất.

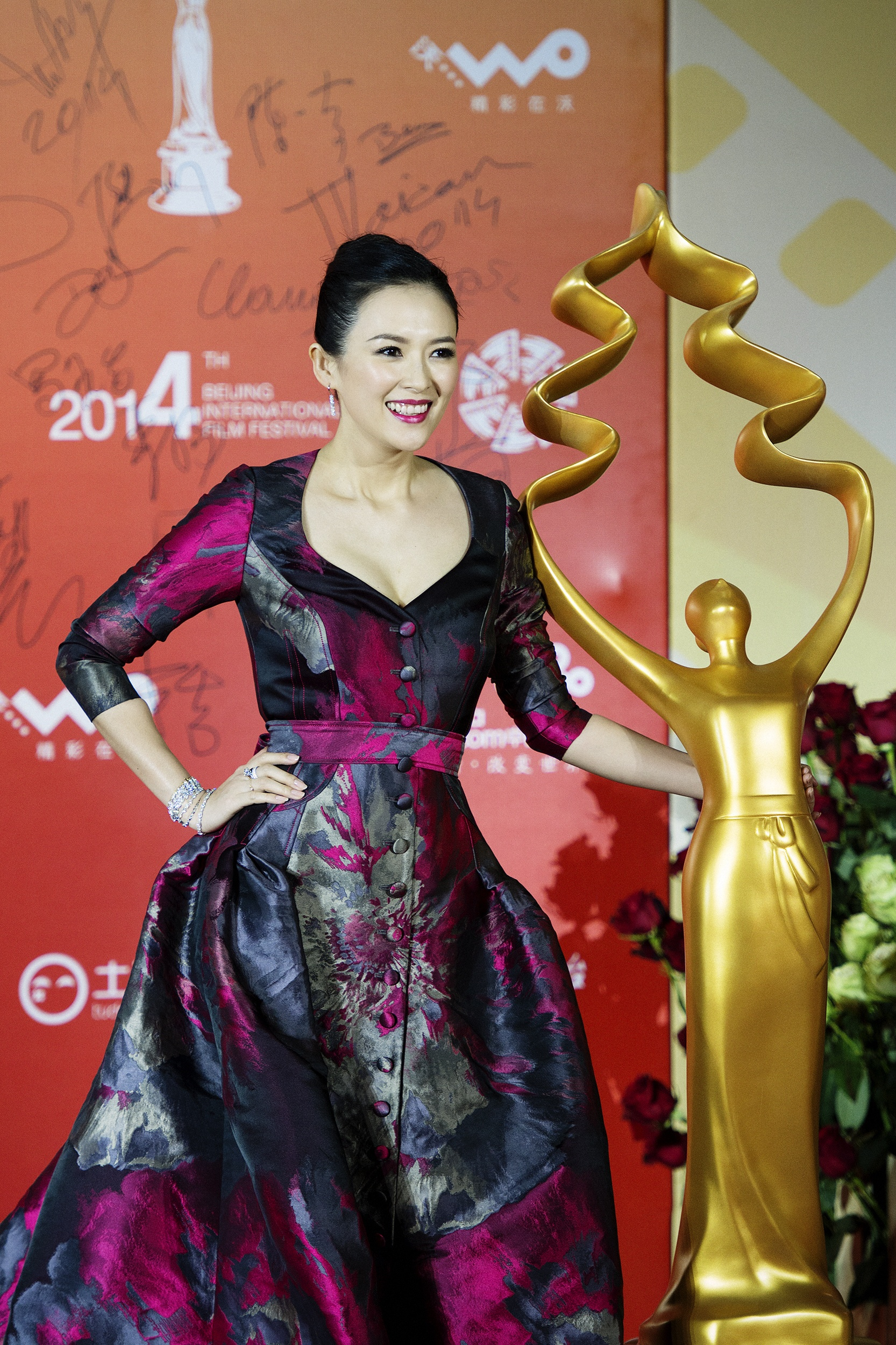
Chương Tử Di tại thảm đỏ lễ trao giải Liên hoan phim Quốc tế Bắc Kinh 2014

## Giải thưởng Trung Quốc

### Beijing College Student Film Festival - LHP Sinh viên Bắc Kinh
| Lần | Năm  | Hạng Mục                         | Tác Phẩm Đề Cử   | Kết Quả | Ghi Chú |
| --- | ---- | -------------------------------- | ---------------- | ------- | ------- |
| 19  | 2012 | Nữ diễn viên chính xuất sắc nhất | Love for Life    | Đề cử   |         |
| 20  | 2013 | Nữ diễn viên chính xuất sắc nhất | Nhất đại tông sư | Đề cử   |         |

### Beijing International Film Festival - LHP Quốc tế Bắc Kinh
| Lần | Năm  | Hạng Mục                         | Tác Phẩm Đề Cử   | Kết Quả   | Ghi Chú |
| --- | ---- | -------------------------------- | ---------------- | --------- | ------- |
| 4   | 2014 | Nữ diễn viên chính xuất sắc nhất | Nhất đại tông sư | Đoạt giải | [ 1 ]   |

### Changchun Film Festival - LHP Trường Xuân
| Lần | Năm  | Hạng Mục                         | Tác Phẩm Đề Cử   | Kết Quả   | Ghi Chú |
| --- | ---- | -------------------------------- | ---------------- | --------- | ------- |
| 7   | 2005 | Nữ diễn viên chính xuất sắc nhất | Hoa nhài nở      | Đề cử     |         |
| 14  | 2018 | Nữ diễn viên chính xuất sắc nhất | The Wasted Times | Đoạt giải | [ 2 ]   |

### China Film Director's Guild Awards- Giải thưởng Hiệp hội Đạo diễn Phim Trung Quốc
| Lần | Năm  | Hạng Mục                         | Tác Phẩm Đề Cử     | Kết Quả   | Ghi Chú |
| --- | ---- | -------------------------------- | ------------------ | --------- | ------- |
| 1   | 2005 | Nữ diễn viên chính xuất sắc nhất | Thập diện mai phục | Đề cử     |         |
| 3   | 2012 | Nữ diễn viên chính xuất sắc nhất | Yêu nhất           | Đoạt giải | [ 3 ]   |
| 8   | 2017 | Nữ diễn viên chính xuất sắc nhất | The Wasted Times   | Đề cử     |         |

### Chinese Film Media Awards - Giải thưởng Điện ảnh Truyền thông Trung Quốc
| Lần | Năm  | Hạng Mục                         | Tác Phẩm Đề Cử   | Kết Quả   | Ghi Chú |
| --- | ---- | -------------------------------- | ---------------- | --------- | ------- |
| 4   | 2004 | Nữ diễn viên chính xuất sắc nhất | Purple Butterfly | Đoạt giải |         |
| 5   | 2005 | Nữ diễn viên chính xuất sắc nhất | 2046             | Đề cử     |         |
| 14  | 2014 | Nữ diễn viên chính xuất sắc nhất | Nhất đại tông sư | Đoạt giải | [ 4 ]   |
| 17  | 2017 | Nữ diễn viên chính xuất sắc nhất | The Wasted Times | Đề cử     |         |

### Chunyan Awards
| Lần | Năm  | Hạng Mục          | Tác Phẩm Đề Cử | Kết Quả   | Ghi Chú |
| --- | ---- | ----------------- | -------------- | --------- | ------- |
| 7   | 2013 | Best Film Actress | Yêu nhất       | Đoạt giải | [ 5 ]   |

### Golden Broom Awards -  Cây Chổi Vàng
| Lần | Năm  | Hạng Mục                        | Tác Phẩm Đề Cử     | Kết Quả | Ghi Chú |
| --- | ---- | ------------------------------- | ------------------ | ------- | ------- |
| 4   | 2012 | Nữ diễn viên gây thất vọng nhất | Dangerous Liaisons | Đề cử   |         |

### Golden Rooster Awards - Kim Kê
| Lần | Năm  | Hạng Mục                         | Tác Phẩm Đề Cử   | Kết Quả   | Ghi Chú |
| --- | ---- | -------------------------------- | ---------------- | --------- | ------- |
| 20  | 2000 | Nữ diễn viên chính xuất sắc nhất | Đường về nhà     | Đề cử     |         |
| 24  | 2004 | Nữ diễn viên chính xuất sắc nhất | Hoa nhài nở      | Đoạt giải | [ 6 ]   |
| 27  | 2009 | Nữ diễn viên chính xuất sắc nhất | Mai Lan Phương   | Đề cử     |         |
| 29  | 2013 | Nữ diễn viên chính xuất sắc nhất | Nhất đại tông sư | Đề cử     | [ 7 ]   |

### Guangzhou Student Film Festival - LHP Sinh viên Quảng Châu
| Lần | Năm  | Hạng Mục                         | Tác Phẩm Đề Cử   | Kết Quả | Ghi Chú |
| --- | ---- | -------------------------------- | ---------------- | ------- | ------- |
| 7   | 2010 | Nữ diễn viên chính xuất sắc nhất | Sophie's Revenge | Đề cử   |         |
| 15  | 2018 | Nữ diễn viên chính xuất sắc nhất | Vô vấn Tây Đông  | Đề cử   |         |

### Huabiao Awards - Hoa Biểu
| Lần | Năm  | Hạng Mục              | Tác Phẩm Đề Cử     | Kết Quả   | Ghi Chú           |
| --- | ---- | --------------------- | ------------------ | --------- | ----------------- |
| 10  | 2004 | Nữ diễn viên xuất sắc | Hoa nhài nở        | Đề cử     |                   |
| 11  | 2005 | Nữ diễn viên xuất sắc | Thập diện mai phục | Đoạt giải | [ 8 ]             |
| 13  | 2009 | Nữ diễn viên xuất sắc | Mai Lan Phương     | Đoạt giải | [ cần dẫn nguồn ] |
| 15  | 2013 | Nữ diễn viên xuất sắc | Nhất đại tông sư   | Đoạt giải | [ 9 ]             |

### Hundred Flowers Awards - Bách Hoa
| Lần | Năm  | Hạng Mục                         | Tác Phẩm Đề Cử     | Kết Quả   | Ghi Chú |
| --- | ---- | -------------------------------- | ------------------ | --------- | ------- |
| 23  | 2000 | Nữ diễn viên chính xuất sắc nhất | Đường về nhà       | Đoạt giải |         |
| 28  | 2006 | Nữ diễn viên chính xuất sắc nhất | Thập diện mai phục | Đề cử     |         |
| 32  | 2014 | Nữ diễn viên chính xuất sắc nhất | Nhất đại tông sư   | Đoạt giải | [ 10 ]  |
| 35  | 2020 | Nữ diễn viên chính xuất sắc nhất | The Climbers       | Đề cử     | [ 11 ]  |

### Huading Awards - Hoa Đỉnh
| Lần | Năm  | Hạng Mục                              | Tác Phẩm Đề Cử         | Kết Quả   | Ghi Chú |
| --- | ---- | ------------------------------------- | ---------------------- | --------- | ------- |
| 3   | 2009 | Nữ diễn viên chính xuất sắc nhất      | Mai Lan Phương         | Đề cử     |         |
| 5   | 2011 | Thành tựu điện ảnh                    | Yêu nhất               | Đoạt giải |         |
| 10  | 2013 | Nữ diễn viên Trung Quốc xuất sắc nhất | Nhất đại tông sư       | Đoạt giải | [ 12 ]  |
| 25  | 2019 | Nữ diễn viên chính xuất sắc nhất      | Forever Young          | Đề cử     | [ 13 ]  |
| 33  | 2022 | Đạo diễn mới xuất sắc nhất            | My Country, My Parents | Đề cử     |         |

### Iron Elephant Film Awards
| Lần | Năm  | Hạng Mục                         | Tác Phẩm Đề Cử   | Kết Quả   | Ghi Chú |
| --- | ---- | -------------------------------- | ---------------- | --------- | ------- |
| 2   | 2009 | Nữ diễn viên phụ xuất sắc nhất   | Mai Lan Phương   | Đoạt giải |         |
| 3   | 2010 | Nữ diễn viên chính xuất sắc nhất | Sophie's Revenge | Đề cử     |         |

### Macau International Movie Festival - LHP Điện ảnh Quốc tế Macau
| Lần | Năm  | Hạng Mục                         | Tác Phẩm Đề Cử         | Kết Quả   | Ghi Chú |
| --- | ---- | -------------------------------- | ---------------------- | --------- | ------- |
| 9   | 2017 | Nữ diễn viên chính xuất sắc nhất | The Wasted Times       | Đoạt giải | [ 14 ]  |
| 10  | 2018 | Nữ diễn viên chính xuất sắc nhất | Vô vấn Tây Đông        | Đoạt giải |         |
| 14  | 2022 | Đạ0 diễn xuất sắc nhất           | My Country, My Parents | Đoạt giải |         |
| 14  | 2022 | Nữ diễn viên chính xuất sắc nhất | My Country, My Parents | Đoạt giải |         |

### Shanghai Film Critics Awards - Giải thưởng Phê bình Phim Thượng Hải
| Lần | Năm  | Hạng Mục                         | Tác Phẩm Đề Cử | Kết Quả   | Ghi Chú |
| --- | ---- | -------------------------------- | -------------- | --------- | ------- |
| 20  | 2011 | Nữ diễn viên chính xuất sắc nhất | Yêu nhất       | Đoạt giải |         |

## Giải thưởng Châu Á

### Asian Film Awards - Giải thưởng Điện ảnh Châu Á
| Lần | Năm  | Hạng Mục                         | Tác Phẩm Đề Cử   | Kết Quả   | Ghi Chú |
| --- | ---- | -------------------------------- | ---------------- | --------- | ------- |
| 1st | 2007 | Nữ diễn viên chính xuất sắc nhất | The Banquet      | Đề cử     |         |
| 8th | 2014 | Nữ diễn viên chính xuất sắc nhất | Nhất đại tông sư | Đoạt giải | [ 15 ]  |

### Asian Film Critics Association Awards - Giải thưởng Hiệp hội phê bình Phim Châu Á
| Năm  | Lần  | Hạng Mục                         | Tác Phẩm Đề Cử    | Kết Quả   | Ghi Chú |
| ---- | ---- | -------------------------------- | ----------------- | --------- | ------- |
| 2001 | 3rd  | Nữ diễn viên phụ xuất sắc nhất   | Ngọa hổ tàng long | Đoạt giải |         |
| 2014 | 16th | Nữ diễn viên chính xuất sắc nhất | Nhất đại tông sư  | Đoạt giải |         |

### Asia-Pacific Film Festival - LHP Châu Á-Thái Bình Dương
| Lần | Năm  | Hạng Mục                         | Tác Phẩm Đề Cử   | Kết Quả   | Ghi Chú |
| --- | ---- | -------------------------------- | ---------------- | --------- | ------- |
| 47  | 2001 | Nữ diễn viên phụ xuất sắc nhất   | Musa             | Đề cử     |         |
| 56  | 2013 | Nữ diễn viên chính xuất sắc nhất | Nhất đại tông sư | Đoạt giải | [ 16 ]  |

### Asia Pacific Screen Awards - Giải thưởng Điện ảnh Châu Á-Thái Bình Dương
| Lần | Năm  | Hạng Mục                         | Tác Phẩm Đề Cử   | Kết Quả   | Ghi Chú |
| --- | ---- | -------------------------------- | ---------------- | --------- | ------- |
| 7   | 2013 | Nữ diễn viên chính xuất sắc nhất | Nhất đại tông sư | Đoạt giải | [ 17 ]  |

## Giải thưởng Hong Kong và Đài Loan

### Golden Bauhinia Awards - Kim Tử Kinh
| Lần | Năm  | Hạng Mục                       | Tác Phẩm Đề Cử    | Kết Quả   | Ghi Chú |
| --- | ---- | ------------------------------ | ----------------- | --------- | ------- |
| 6   | 2001 | Nữ diễn viên phụ xuất sắc nhất | Ngọa hổ tàng long | Đoạt giải |         |
| 8   | 2003 | Nữ diễn viên phụ xuất sắc nhất | Anh hùng          | Đề cử     |         |

### Golden Horse Awards - Kim Mã
| Năm  | Lần  | Hạng Mục                         | Tác Phẩm Đề Cử    | Kết Quả   | Ghi Chú |
| ---- | ---- | -------------------------------- | ----------------- | --------- | ------- |
| 2000 | 37th | Nữ diễn viên chính xuất sắc nhất | Ngọa hổ tàng long | Đề cử     |         |
| 2004 | 41st | Nữ diễn viên chính xuất sắc nhất | 2046              | Đề cử     |         |
| 2009 | 46th | Nữ diễn viên phụ xuất sắc nhất   | Mai Lan Phương    | Đề cử     |         |
| 2013 | 50th | Nữ diễn viên chính xuất sắc nhất | Nhất đại tông sư  | Đoạt giải | [ 18 ]  |

### Hong Kong Film Awards
| Lần | Năm  | Hạng Mục                         | Tác Phẩm Đề Cử    | Kết Quả   | Ghi Chú |
| --- | ---- | -------------------------------- | ----------------- | --------- | ------- |
| 20  | 2001 | Nữ diễn viên chính xuất sắc nhất | Ngọa hổ tàng long | Đề cử     |         |
| 22  | 2003 | Nữ diễn viên phụ xuất sắc nhất   | Anh hùng          | Đề cử     |         |
| 24  | 2005 | Nữ diễn viên chính xuất sắc nhất | 2046              | Đoạt giải | [ 19 ]  |
| 33  | 2014 | Nữ diễn viên chính xuất sắc nhất | Nhất đại tông sư  | Đoạt giải | [ 20 ]  |

### Hong Kong Film Critics Society Awards - Giải thưởng của Hội phê bình Phim Hồng Kông
| Năm  | Lần  | Hạng Mục                         | Tác Phẩm Đề Cử   | Kết Quả   | Ghi Chú |
| ---- | ---- | -------------------------------- | ---------------- | --------- | ------- |
| 2005 | 11th | Nữ diễn viên chính xuất sắc nhất | 2046             | Đoạt giải |         |
| 2014 | 20th | Nữ diễn viên chính xuất sắc nhất | Nhất đại tông sư | Đoạt giải | [ 21 ]  |

### Hong Kong Film Directors' Guild Awards - Giải thưởng Hiệp hội Đạo diễn Phim Hồng Kông
| Lần | Năm  | Hạng Mục                         | Tác Phẩm Đề Cử   | Kết Quả   | Ghi Chú |
| --- | ---- | -------------------------------- | ---------------- | --------- | ------- |
| 15  | 2014 | Nữ diễn viên chính xuất sắc nhất | Nhất đại tông sư | Đoạt giải | [ 22 ]  |

### Hong Kong Society of Cinematographers (HKSC) Awards
| Lần | Năm  | Hạng Mục                   | Tác Phẩm Đề Cử   | Kết Quả   | Ghi Chú |
| --- | ---- | -------------------------- | ---------------- | --------- | ------- |
| 15  | 2014 | Nữ diễn viên quyến rũ nhất | Nhất đại tông sư | Đoạt giải |         |

## Giải thưởng Âu - Mỹ

### British Academy Film Awards - BAFTA
| Năm  | Lần  | Hạng Mục                         | Tác Phẩm Đề Cử     | Kết Quả | Ghi Chú |
| ---- | ---- | -------------------------------- | ------------------ | ------- | ------- |
| 2000 | 54th | Nữ diễn viên phụ xuất sắc nhất   | Ngọa hổ tàng long  | Đề cử   |         |
| 2004 | 58th | Nữ diễn viên chính xuất sắc nhất | Thập diện mai phục | Đề cử   | [ 23 ]  |
| 2005 | 59th | Nữ diễn viên chính xuất sắc nhất | Hồi ức của Geisha  | Đề cử   | [ 24 ]  |

### Chicago Film Critics Association - Hiệp hội phê bình Phim Chicago
| Lần | Năm  | Hạng Mục                     | Tác Phẩm Đề Cử    | Kết Quả   | Ghi Chú |
| --- | ---- | ---------------------------- | ----------------- | --------- | ------- |
| 13  | 2000 | Nữ diễn viên triển vọng nhất | Ngọa hổ tàng long | Đoạt giải | [ 25 ]  |

### Golden Globe Awards - Quả Cầu Vàng
| Lần | Năm  | Hạng Mục             | Tác Phẩm Đề Cử    | Kết Quả | Ghi Chú |
| --- | ---- | -------------------- | ----------------- | ------- | ------- |
| 63  | 2005 | Best Actress – Drama | Hồi ức của Geisha | Đề cử   | [ 26 ]  |

### Independent Spirit Awards
| Lần | Năm  | Hạng Mục                       | Tác Phẩm Đề Cử    | Kết Quả   | Ghi Chú |
| --- | ---- | ------------------------------ | ----------------- | --------- | ------- |
| 16  | 2000 | Nữ diễn viên phụ xuất sắc nhất | Ngọa hổ tàng long | Đoạt giải | [ 27 ]  |

### Kids Choice Awards
| Năm  | Hạng Mục                    | Tác Phẩm Đề Cử | Kết Quả | Ghi Chú |
| ---- | --------------------------- | -------------- | ------- | ------- |
| 2002 | Favorite Female Butt Kicker | Rush Hour 2    | Đề cử   |         |

### MTV Movie Awards
| Năm  | Lần  | Hạng Mục                        | Tác Phẩm Đề Cử     | Kết Quả   | Ghi Chú |
| ---- | ---- | ------------------------------- | ------------------ | --------- | ------- |
| 2001 | 2001 | Breakthrough Female Performance | Ngọa hổ tàng long  | Đề cử     |         |
| 2001 | 2001 | Best Fight                      | Ngọa hổ tàng long  | Đoạt giải |         |
| 2002 | 2002 | Best Villain                    | Rush Hour 2        | Đề cử     |         |
| 2005 | 2005 | Best Fight                      | Thập diện mai phục | Đề cử     |         |
| 2006 | 2006 | Sexiest Performance             | Hồi ức của Geisha  | Đề cử     |         |

### NAACP Image Awards
| Năm  | Lần  | Hạng Mục                                | Tác Phẩm Đề Cử    | Kết Quả | Ghi Chú |
| ---- | ---- | --------------------------------------- | ----------------- | ------- | ------- |
| 2006 | 38th | Outstanding Actress in a Motion Picture | Hồi ức của Geisha | Đề cử   |         |

### National Society of Film Critics Awards
| Năm  | Lần  | Hạng Mục                       | Tác Phẩm Đề Cử | Kết Quả | Ghi Chú |
| ---- | ---- | ------------------------------ | -------------- | ------- | ------- |
| 2005 | 2005 | Nữ diễn viên phụ xuất sắc nhất | 2046           | Đề cử   |         |

### Online Film Critics Society Awards
| Lần | Năm  | Hạng Mục                       | Tác Phẩm Đề Cử    | Kết Quả | Ghi Chú |
| --- | ---- | ------------------------------ | ----------------- | ------- | ------- |
| 4   | 2000 | Nữ diễn viên phụ xuất sắc nhất | Ngọa hổ tàng long | Đề cử   |         |

### Saturn Awards - Giải Sao Thổ
| Lần | Năm  | Hạng Mục                         | Tác Phẩm Đề Cử     | Kết Quả | Ghi Chú |
| --- | ---- | -------------------------------- | ------------------ | ------- | ------- |
| 27  | 2000 | Best Supporting Actress          | Ngọa hổ tàng long  | Đề cử   |         |
| 31  | 2004 | Nữ diễn viên chính xuất sắc nhất | Thập diện mai phục | Đề cử   |         |

### Satellite Awards
| Lần | Năm  | Hạng Mục             | Tác Phẩm Đề Cử    | Kết Quả | Ghi Chú |
| --- | ---- | -------------------- | ----------------- | ------- | ------- |
| 9   | 2005 | Best Actress – Drama | Hồi ức của Geisha | Đề cử   |         |

### Screen Actors Guild Awards
| Lần | Năm  | Hạng Mục                                                    | Tác Phẩm Đề Cử    | Kết Quả | Ghi Chú |
| --- | ---- | ----------------------------------------------------------- | ----------------- | ------- | ------- |
| 12  | 2005 | Outstanding Performance by a Female Actor in a Leading Role | Hồi ức của Geisha | Đề cử   | [ 28 ]  |

### Teen Choice Awards
| Năm  | Hạng Mục                           | Tác Phẩm Đề Cử    | Kết Quả | Ghi Chú |
| ---- | ---------------------------------- | ----------------- | ------- | ------- |
| 2001 | Film — Choice Breakout Performance | Ngọa hổ tàng long | Đề cử   |         |

### Toronto Film Critics Association Awards - Giải thưởng Hiệp hội phê bình Phim Toronto
| Năm  | Lần | Hạng Mục                       | Tác Phẩm Đề Cử    | Kết Quả   | Ghi Chú |
| ---- | --- | ------------------------------ | ----------------- | --------- | ------- |
| 2000 | 4th | Nữ diễn viên phụ xuất sắc nhất | Ngọa hổ tàng long | Đoạt giải | [ 29 ]  |

### Young Artist Award
| Lần | Năm  | Hạng Mục                                    | Tác Phẩm Đề Cử    | Kết Quả   | Ghi Chú |
| --- | ---- | ------------------------------------------- | ----------------- | --------- | ------- |
| 22  | 2001 | Best Young Actress in an International Film | Ngọa hổ tàng long | Đoạt giải |         |